# Храпковский, Александр Валерьевич
Алекса́ндр Вале́рьевич Храпко́вский (бел. Аляксандр Валер'евіч Храпкоўскі; род. 12 марта 1975, Минск) — белорусский футболист; тренер. Выступал на позиции защитника. Был игроком сборной Беларуси с 2002 по 2004 год.

## Карьера

### Клубная
Воспитанник СДЮШОР «Динамо» (тренер Евгений Глембоцкий). Тренировался в группе подготовки 1975 года вместе с Алексеем Вергеенко и Русланом Азарёнком. В 1992 году перешёл в стародорожский «Строитель», в составе которого проходил армейскую службу.
В «Строителе» защитник получил первый опыт игры в высшем дивизионе Беларуси.
В 1995 году по приглашению Ивана Щёкина Храпковский вернулся в «Динамо», но заиграл в основном составе уже при Анатолии Байдачном, заменив травмированного Сергея Ясковича. В столичном клубе защитник выступал до 2002 года, становился чемпионом Беларуси, финалистом национального кубка и на протяжении 3 сезонов был капитаном команды.
В 2002 году футболист перешёл в «Сокол», где также был капитаном команды. За саратовскую команду выступал под 25-м номером. 2 июля 2002 года в матче против «Сатурна» Храпковский дебютировал в чемпионате России.
29 июля 2002 года защитник забил свой первый — и единственный в Премьер-лиге — гол за «Сокол» (в ворота «Уралана»)
.
После того как «Сокол» по итогам сезона 2002 выбыл в Первый дивизион, Александр Храпковский остался в команде. 19 марта 2003 года белорус отметился голом в ворота московского «Спартака» в матче 1/16 финала Кубка России
.
Футболист выступал в Саратове до лета 2004 года, успев провести за «Сокол» в Первом дивизионе 49 матчей.
В 2004 и 2007 годах Храпковский выступал в чемпионате Беларуси за солигорский «Шахтёр» и дважды становился бронзовым призёром турнира. С 2005 по 2006 год защитник вновь играл в российском Первом дивизионе (вначале за «Урал», а затем за «Салют-Энергию»). Последним клубом в карьере футболиста стала белорусская «Сморгонь», за которую Храпковский выступал с 2007 года и до вылета команды из высшего дивизиона в 2009 году.

### В сборной
Александр Храпковский дебютировал в сборной Беларуси 17 апреля 2002 года в товарищеском матче с командой Венгрии.
В мае того же года защитник в составе сборной принял участие в товарищеском турнире в Москве и стал его победителем. 16 октября 2002 года Храпковский впервые сыграл в отборочном матче чемпионата Европы (выездном против Чехии)
.
В дальнейшем футболист провёл ещё 2 отборочных матча. Всего Александр Храпковский сыграл за национальную команду 11 матчей, последний из которых — 19 февраля 2004 года (товарищеский с румынами
)
| Матчи Александра Храпковского за сборную Беларуси | Матчи Александра Храпковского за сборную Беларуси | Матчи Александра Храпковского за сборную Беларуси | Матчи Александра Храпковского за сборную Беларуси | Матчи Александра Храпковского за сборную Беларуси | Матчи Александра Храпковского за сборную Беларуси | Матчи Александра Храпковского за сборную Беларуси |
| ------------------------------------------------- | ------------------------------------------------- | ------------------------------------------------- | ------------------------------------------------- | ------------------------------------------------- | ------------------------------------------------- | ------------------------------------------------- |
| №                                                 | Дата                                              | Оппонент                                          | Счёт                                              | Голы Храпковского                                 | Соревнование                                      |                                                   |
| 1                                                 | 17 апреля 2002                                    | Венгрия                                           | 5:2                                               | —                                                 | Товарищеский матч                                 |                                                   |
| 2                                                 | 17 мая 2002                                       | Россия                                            | 1:1                                               | —                                                 | Товарищеский матч                                 |                                                   |
| 3                                                 | 19 мая 2002                                       | Украина                                           | 2:0                                               | —                                                 | Товарищеский матч                                 |                                                   |
| 4                                                 | 21 августа 2002                                   | Латвия                                            | 4:2                                               | —                                                 | Товарищеский матч                                 |                                                   |
| 5                                                 | 16 октября 2002                                   | Чехия                                             | 0:2                                               | —                                                 | Отборочный матч ЧЕ 2004                           |                                                   |
| 6                                                 | 2 апреля 2003                                     | Узбекистан                                        | 2:2                                               | —                                                 | Товарищеский матч                                 |                                                   |
| 7                                                 | 30 апреля 2003                                    | Узбекистан                                        | 2:0                                               | —                                                 | Товарищеский матч                                 |                                                   |
| 8                                                 | 11 июня 2003                                      | Австрия                                           | 0:5                                               | —                                                 | Отборочный матч ЧЕ 2004                           |                                                   |
| 9                                                 | 30 апреля 2003                                    | Иран                                              | 2:1                                               | —                                                 | Товарищеский матч                                 |                                                   |
| 10                                                | 6 сентября 2003                                   | Чехия                                             | 1:3                                               | —                                                 | Отборочный матч ЧЕ 2004                           |                                                   |
| 11                                                | 19 февраля 2004                                   | Румыния                                           | 0:2                                               | —                                                 | Товарищеский матч                                 |                                                   |

Итого: 11 матчей; 5 побед, 2 ничьих, 4 поражения.

### Тренерская карьера
В 2023 году присоединился к клубу «Молодечно-2018». В июле 2023 года сначала стал исполняющим обязанности главного тренера, однако вскоре подписал с клубом полноценный контракт и стал главным тренером. В сезоне-2024 Храпковский вывел команду в высшую лигу с первого места в Д2. 
5 мая 2025 года покинул пост главного тренера «Молодечно-2018». Отставка случилась после седьмого тура высшей лиги, команда Храпковского проиграла все семь матчей с общим счетом 3-21. Вместе с Храпковским из «Молодечно-2018» ушел его ассистент Игорь Чумаченко.

## Достижения
Динамо (Минск)
- Чемпион Беларуси (1): 1997
- Вице-чемпион Беларуси (1): 2001
- Третье место в чемпионате Беларуси (1): 2000
- Финалист Кубка Беларуси (1): 1997/98

 Шахтёр (Солигорск)
- Третье место в чемпионате Беларуси (2): 2004, 2007